# Mực xà
Mực xà hay còn gọi là mực ma (danh pháp hai phần: Sthenoteuthis oualaniensis) là loài nhuyễn thể chân đầu thuộc ngành động vật thân mềm phân bố ở một số địa phương duyên hải miền Trung Việt Nam như Đà Nẵng, Quảng Nam, Quảng Ngãi, Bình Định, Phú Yên… và có nhiều ở vùng biển Hoàng Sa, Trường Sa.

## Đặc điểm
Đuôi mực xà có màu đen sậm, dày, xòe to như đuôi cá. Mực xà sau khi phơi khô có vị hơi đắng, không ngon, ngọt và mềm như loại mực khô thông thường, mực xà ăn được, nhưng không ngon (vị hơi chát, cứng, khó nhai) nên ít dùng. Mực xà Hoàng Sa có đặc điểm phơi khô lên có màu hơi đen, vị hơi nhẫn, thị trường trong nước không chuộng vì chế biến không tốt

## Khai thác
Mực xà được ngư dân Việt Nam đánh bắt ở khu vực Trường Sa, phơi khô trên tàu. Giá mực xà khô bán sỉ dao động từ 100.000 - 150.000 đồng/kg, tùy theo loại lớn nhỏ. Nghề câu mực xà thường cách bờ trên 150 hải lý với độ sâu trên 800 m nước, thời gian đánh bắt từ giữa tháng 12 đến cuối tháng 9 năm sau. Nghề câu mực xà xuất hiện từ những năm 1990, lúc đầu phương tiện đánh bắt còn nhỏ, sản lượng đánh bắt và hiệu quả sản xuất còn thấp, nay đã có cải thiện. riêng ở Đà Nẵng, toàn thành phố Đà Nẵng đã có 04/14 tàu khai thác nghề câu mực xà đại dương đi khai thác.
Nhiều người sử dụng mực xà để làm khô mực, loại này khi nướng ăn, thì có vị không giống mực thường dùng. Mực xà sau khi phơi khô có vị hơi đắng, không ngon, ngọt và mềm như loại mực khô thông thường. cách phân biệt mực xà và mực thông thường là phần đuôi. Đuôi mực xà có màu đen sậm, dày, xòe to như đuôi cá, còn đuôi mực ống mỏng, ôm sát vào thân. Mực xà ăn được, nhưng không ngon nên ngư dân ít dùng. Mực xà ăn được, không gây ảnh hưởng đến sức khỏe con người ở miền Bắc Việt Nam có đội thuyền chuyên đi câu mực xà ở vùng biển xa bờ, phơi khô và xuất bán sang Trung Quốc qua đường tiểu ngạch, chủ yếu bán cho thương lái Trung Quốc qua đường tiểu ngạch ở biên giới phía Bắc.